# Antoine-Denis Chaudet

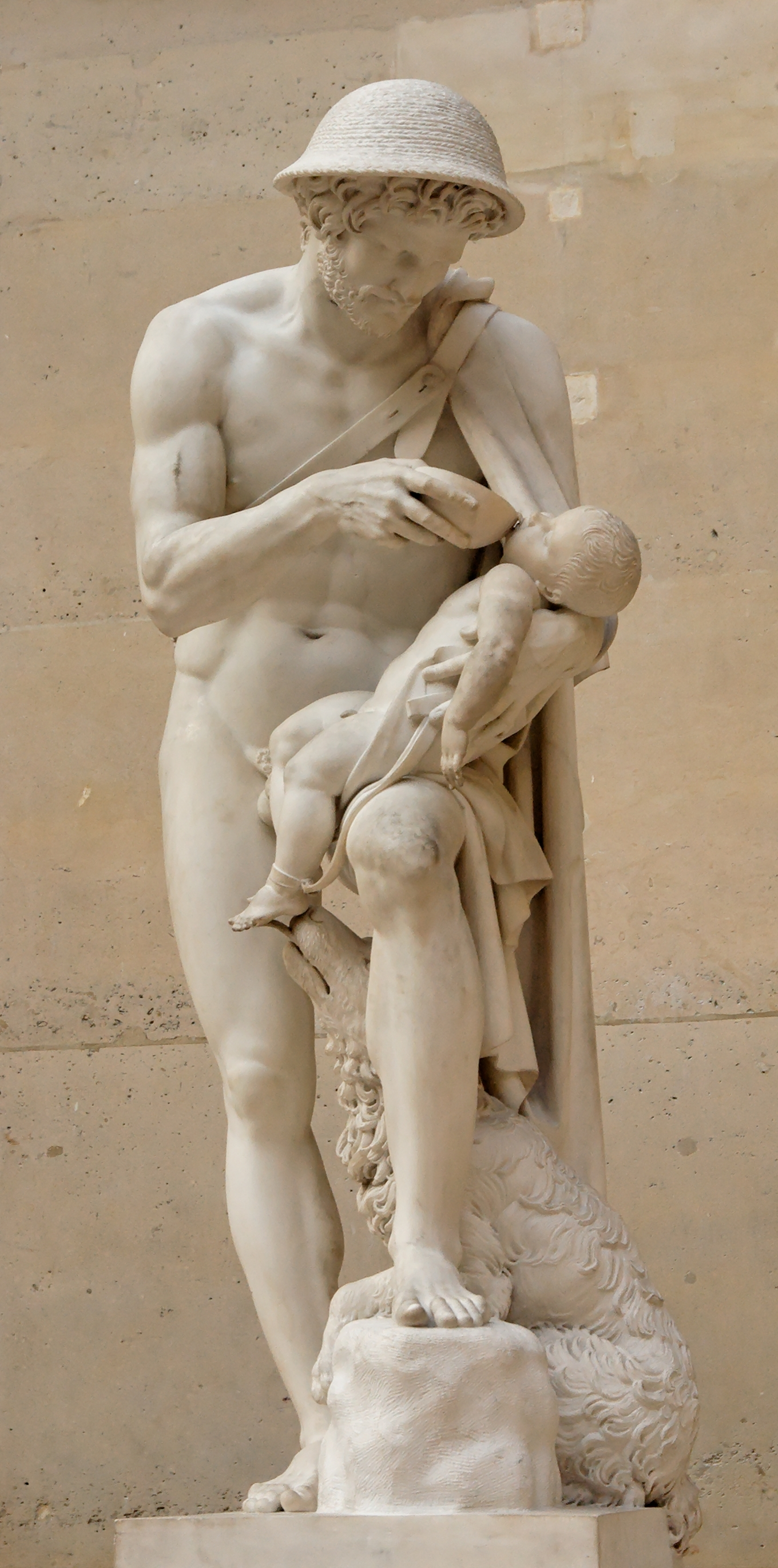
Édipo alimentado pelo pastor Phorbas, mármore, c. 1801

Antoine-Denis Chaudet (1763–1810) foi um escultor da França.
Foi aluno de Jean-Baptiste Stouf e d'Étienne Gois, o Velho, e em 1784 recebeu o Prêmio de Roma em escultura por sua obra José vendido pelos irmãos, partindo para a Itália para se aperfeiçoar, permanecendo lá por quatro anos e sendo influenciado por Antonio Canova. Voltando à França em 1789, foi recebido como membro da Académie royale de peinture et de sculpture, e em 1805, foi feito membro do Institut de France.